# Sex Disqualification (Removal) Act 1919
Representation of the People Act 1918
Le Sex Disqualification (Removal) Act 1919 est un acte du Parlement du Royaume-Uni qui interdit de refuser un emploi ou une charge à une personne du fait de son sexe ou de son mariage.

## Histoire
En 1918, le suffrage des femmes est partiellement accordé avec le Representation of the People Act 1918. Le Sex Disqualification (Removal) Act 1919, qui obtient la sanction royale le 23 décembre 1919, supprime d'autres restrictions sur la participation des femmes à la vie civile. Par exemple, à partir de 1919, les femmes britanniques peuvent être magistrates, jurées et le fait de se marier n'est plus considéré comme les disqualifiant d'un travail,.

## Effets de la loi
La loi est entrée en vigueur le jour même où une première femme devient juge de paix (Justice of the Peace) : Ada Summers (en) fait office de juge en sa qualité de maire de Stalybridge. Elle a prêté serment une semaine plus tard, le 31 décembre. En décembre 1922 une femme avocate (Solicitor) est nommée.

### Royal Society
En 1902 au Royaume-Uni, la mathématicienne, inventeur et ingénieur Hertha Ayrton est la première femme à être proposée en tant que fellow de la Royal Society, mais celle-là est rejetée grâce aux avocats de la Society qui arrivent à justifier qu'une femme ne peut pas être un fellow. Le Sex Disqualification (Removal) Act 1919 et un Privy Council établissent, en 1929, l'égalité de la femme et rendent ces arguments archaïques, mais ce n'est qu'en 1944 que, mise en action par un article critique du Daily Worker par Jack Haldane, la Royal Society considère dorénavant l'acceptabilité des femmes en tant que fellows.
En 1945, après un vote par lequel une large majorité de fellows votent pour l'admissibilité des femmes, la chimiste Kathleen Lonsdale est élue, en même temps que la biochimiste Marjory Stephenson.

## Suites
- Criminal Justice Act 1972, Courts Act 1971 et Statute Law (Repeals) Act 1989 (en)
- Sex Discrimination Act 1975 (en)
- Criminal Procedure (Scotland) Act 1975
- Equality Act 2010

### Dans la culture populaire
- Dans la série télévisée The Paradise, dont les événements ont lieu vers les années 1870, le personnage de Miss Audrey doit démissionner du grand magasin lorsqu'elle se marie.